# اسم الولادة
اسم الولادة أو الاسم عند الولادة أو اسم الميلاد أو الاسم حسب شهادة الميلاد هو الاسم الذي يُعطى للشخص عند ولادته، ويمكن أن يشمل هذا المصطلح الاسم الشخصي فقط أو اسم العائلة، أو الاسم بالكامل. عندما تُجرى عملية تسجيل الولادات رسميًا، يمكن أن يصبح الاسم بالكامل المُدرج في سجل الولادات أو شهادة الميلاد هو الاسم القانوني للشخص. غالبًا ما يُفترض في العالم الغربي أن اسم الذي يُعطى للطفل عند الولادة (أو في مراسم المعمودية أو بريت ميلاه) سيستمر مع صاحبه حتى البلوغ أحيانًا أو طوال الحياة أو حتى الزواج. يمر اسم الولادة بسبب بعض الظروف لبعض التغييرات، تُجرى على الأسماء الوسطى أو تأخذ شكلًا من أشكال التصغير، أو بسبب التغيرات المتعلقة بالحالة القانونية القيّمية على الأبناء، بسبب طلاق الوالدين، أو حدوث تبن من قبل والدين آخرين)، أو تغييرات تتعلّق بعمليات تغيير الجنس. وفي بعض الثقافات والملل، يكون اسم الميلاد اسمًا خاص بمرحلة الطفولة فقط لا غير، ولا يمتد إلى بقية مراحل حياة الفرد.